# Sadu (gmina)
Sadu – gmina w Rumunii, w okręgu Sybin. Obejmuje tylko jedną miejscowość Sadu. W 2011 roku liczyła 2365 mieszkańców.